# Jeremías Ledesma
Jeremías Conan Ledesma (Pergamino, Provincia de Buenos Aires, 13 de febrero de 1993) es un futbolista argentino que juega como arquero en el Club Atlético River Plate de la Primera División de Argentina.

## Trayectoria

### Inicios en Rosario Central
Ledesma realizó las divisiones inferiores en Rosario Central. Comenzó a entrenar con el primer equipo durante su paso por la Primera B Nacional y tuvo sus primeros partidos en el banco de suplentes con Miguel Ángel Russo como entrenador una vez que el equipo ya había logrado el ascenso en el año 2013.
Con el regreso de su equipo a primera división, el mismo también regresó a disputar el torneo de reserva. Durante la temporada 2013/14 Jeremías alternó el arco con Emilio Di Fulvio y con Manuel García que bajaba del primer equipo a sumar minutos. Rosario Central fue campeón del torneo con un equipo lleno de jugadores que posteriormente jugarían en la primera división: Giovani Lo Celso, Franco Cervi, Walter Montoya, Víctor Salazar, Jonás Aguirre y Elías Gómez, entre otros. Al semestre siguiente Rosario Central finalizó en el tercer lugar del torneo de reserva y Ledesma atajó la mayor parte de los partidos. Mientras tanto, durante ese año y medio, Jeremías fue al banco de suplente en reiteradas ocasiones ante las lesiones de García.
A finales del año 2014 Russo dejó de ser el entrenador de Central y asumió Eduardo Coudet. Durante su primer año Mauricio Caranta fue su arquero titular, y García su relevo. Durante el primer semestre del 2016 llegó a Central Sebastián Sosa y a mitad de año llegó el Ruso Rodríguez. Todo esto hizo que Jeremías continúe entrenando con el primer equipo pero solo jugó en reserva y tuvo alguna aparición esporádica en el banco de suplentes.
A mediados de 2016 se disputó la primera edición de la Copa Santa Fe y Rosario Central decidió presentar a su equipo de reserva. Su equipo quedó eliminado en cuarta ronda por Newell's Old Boys tras una tanda de penales. Jeremías atajó los tres partidos que disputó Central en la competencia.
Su debut oficial con el primer equipo de Central se dio el 26 de abril de 2017 con Paolo Montero como entrenador. Jugó los noventa minutos como titular en la victoria por 1 a 0 ante Cañuelas por Copa Argentina. Durante ese semestre también se consolidó como segundo arquero del plantel e integró la mayoría de los partidos en el banco de suplentes. A mitad de año se disputó la segunda edición de la Copa Santa Fe y una vez más Central presentó a su equipo de reserva, que fue campeón con Ledesma como capitán y jugando todos los partidos.
A finales de 2017 Montero dejó de ser el entrenador de Central y asumió Leonardo Fernández, quien era el entrenador de reserva del equipo y con quien había obtenido el título de la Copa Santa Fe. La primera decisión que tomó fue poner a Ledesma como titular en el arco y desde ese momento Jeremías comenzó a consolidarse en la primera división.

### Campeón de la Copa Argentina
Durante el año 2018 Ledesma mantuvo siempre la titularidad en el equipo, primero con Leo Fernández, luego en el breve interinato de José Chamot y posteriormente en el segundo semestre con Edgardo Bauza. Durante este período fue clave en la obtención de la Copa Argentina 2018, donde fue capitán de su equipo y fue elegido como mejor jugador del torneo. De las seis fases que jugó Central, cuatro fueron superadas por tanda de penales y Ledesma atajó al menos un penal en cada una de ellas.
En el 2019, tras la partida de Bauza, continuó siendo capitán y titular tanto con Paulo Ferrari como con Diego Cocca como entrenadores. Disputó su último partido con Central el 16 de marzo de 2020 ante Colón por la primera fecha de la Copa de la Superliga. Posteriormente el torneo fue suspendido por la Pandemia de COVID-19.

### Cádiz
El 25 de agosto de 2020 fue cedido por €500.000 con opción de compra al Cádiz C. F. por una temporada. Tuvo que esperar hasta la cuarta fecha para comenzar a jugar ya que estuvo contagiado de COVID-19.
El 9 de mayo de 2021, después de que el equipo lograra la permanencia en Primera División y de que Ledesma jugara la mayor cantidad de partidos en la temporada como titular, fue adquirido por la entidad gaditana tras cumplirse los objetivos fijados en el acuerdo de cesión por una suma cercana a los €1.500.000.

### River Plate
A partir de julio del 2024, después de largas negociaciones, River Plate llegó a un acuerdo con Cádiz para pagar U$S 2.600.000 por el 100% de la ficha de Ledesma más otros 500 mil de la moneda estadounidense en objetivos.

## Selección nacional

### Selección Sub-23
Fue uno de los jugadores mayores de 23 años seleccionado por Fernando Batista para disputar los Juegos Olímpicos de Tokio en el año 2021 con la Selección sub-23 de Argentina. Participó de varios encuentros amistosos durante el primer semestre del 2021 y luego jugó los tres partidos de la primera fase de los Juegos, donde Argentina terminó tercera en su grupo y fue eliminada.

#### Participaciones en Juegos Olímpicos
| Torneo                | Sede  | Resultado      | Partidos | Goles |
| --------------------- | ----- | -------------- | -------- | ----- |
| Juegos Olímpicos 2020 | Tokio | Fase de grupos | 3        | -3    |

### Selección absoluta
En octubre de 2020 fue convocado por Lionel Scaloni para la doble fecha de eliminatorias frente a Ecuador y Bolivia tras la baja por lesión de Juan Musso. Si bien fue parte del plantel no estuvo en el banco de suplentes en ninguno de esos partidos.

## Estadísticas

### Clubes
Actualizado al último partido disputado el 19 de marzo de 2025.
| Club | Div.          | Temporada     | Liga | Liga | Liga | Copas Nacionales (1) | Copas Nacionales (1) | Copas Nacionales (1) | Copas Internacionales (2) | Copas Internacionales (2) | Copas Internacionales (2) | Total | Total | Total |
| Club | Div.          | Temporada     | PJ   | GR   | VI   | PJ                   | GR                   | VI                   | PJ                        | GR                        | VI                        | PJ    | GR    | VI    |
| --- | ------------- | ------------- | ---- | ---- | ---- | -------------------- | -------------------- | -------------------- | ------------------------- | ------------------------- | ------------------------- | ----- | ----- | ----- |
| C. A. Rosario Central Argentina | 1.ª           | 2016-17       | —    | —    | —    | 1                    | 0                    | 1                    | —                         | —                         | —                         | 1     | 0     | 1     |
| C. A. Rosario Central Argentina | 1.ª           | 2017-18       | 20   | 26   | 5    | —                    | —                    | —                    | —                         | —                         | —                         | 26    | 30    | 9     |
| C. A. Rosario Central Argentina | 1.ª           | 2018-19       | 24   | 24   | 10   | 6                    | 4                    | 2                    | 2                         | 1                         | 1                         | 32    | 29    | 13    |
| C. A. Rosario Central Argentina | 1.ª           | 2019-20       | 23   | 29   | 5    | 5                    | 8                    | 1                    | 6                         | 10                        | 0                         | 34    | 47    | 6     |
| C. A. Rosario Central Argentina | Total club    | Total club    | 67   | 79   | 20   | 12                   | 12                   | 4                    | 8                         | 11                        | 1                         | 87    | 102   | 25    |
| Cádiz C. F. · España | 1.ª           | 2020-21       | 32   | 45   | 9    | —                    | —                    | —                    | —                         | —                         | —                         | 32    | 45    | 9     |
| Cádiz C. F. · España | 1.ª           | 2021-22       | 38   | 51   | 13   | —                    | —                    | —                    | —                         | —                         | —                         | 38    | 51    | 13    |
| Cádiz C. F. · España | 1.ª           | 2022-23       | 34   | 48   | 12   | —                    | —                    | —                    | —                         | —                         | —                         | 34    | 48    | 12    |
| Cádiz C. F. · España | 1.ª           | 2023-24       | 34   | 47   | 9    | —                    | —                    | —                    | —                         | —                         | —                         | 34    | 47    | 9     |
| Cádiz C. F. · España | Total club    | Total club    | 138  | 191  | 43   | 0                    | 0                    | 0                    | 0                         | 0                         | 0                         | 138   | 191   | 45    |
| C. A. River Plate Argentina | 1.ª           | 2024          | 4    | 3    | 2    | 0                    | 0                    | 0                    | 0                         | 0                         | 0                         | 4     | 3     | 2     |
| C. A. River Plate Argentina | 1.ª           | 2025          | 1    | 2    | 0    | 1                    | 0                    | 1                    | 0                         | 0                         | 0                         | 2     | 2     | 1     |
| C. A. River Plate Argentina | Total club    | Total club    | 5    | 5    | 2    | 1                    | 0                    | 1                    | 0                         | 0                         | 0                         | 6     | 5     | 3     |
| Total carrera | Total carrera | Total carrera | 210  | 275  | 65   | 13                   | 12                   | 5                    | 8                         | 11                        | 1                         | 231   | 298   | 71    |
| (1) Incluye datos de la Copa Argentina, la Copa de la Liga Profesional y la Copa Santa Fe. (2) Incluye datos de la Copa Libertadores y la Copa Sudamericana. |               |               |      |      |      |                      |                      |                      |                           |                           |                           |       |       |       |

### Selección
- Actualizado hasta el 28 de julio de 2021.

| Selección | Año   | Amistosos | Amistosos | Amistosos | Sudamérica | Sudamérica | Sudamérica | Mundial | Mundial | Mundial | Total | Total | Total |
| Selección | Año   | PJ        | GR        | VI        | PJ         | GR         | VI         | PJ      | GR      | VI      | PJ    | GR    | VI    |
| Sub-23    |       |           |           |           |            |            |            |         |         |         |       |       |       |
| --------- | ----- | --------- | --------- | --------- | ---------- | ---------- | ---------- | ------- | ------- | ------- | ----- | ----- | ----- |
| Sub-23    | 2021  | 4         | 6         | 1         | -          | -          | -          | 3       | 3       | 1       | 7     | 9     | 2     |
| Total     | Total | 4         | 6         | 1         | -          | -          | -          | 3       | 3       | 1       | 7     | 9     | 2     |

## Palmarés

### Campeonatos regionales
| Título        | Club                  | Provincia | Año  |
| ------------- | --------------------- | --------- | ---- |
| Copa Santa Fe | C. A. Rosario Central | Santa Fe  | 2017 |

### Campeonatos nacionales
| Título         | Club                  | País      | Año  |
| -------------- | --------------------- | --------- | ---- |
| Copa Argentina | C. A. Rosario Central | Argentina | 2018 |

### Distinciones individuales
| Distinción                         | Año  |
| ---------------------------------- | ---- |
| Mejor jugador de la Copa Argentina | 2018 |